# Yumada al-Awwal

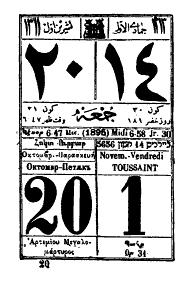
Calendario de 1895 de Tesalónica, una ciudad cosmopolita gobernada por los otomanos

Yumada al-Awwal (en árabe: جمادى الأول ŷumādā al-awwal), Yumada al-Wula (en árabe: جمادى الأولى ŷumādā al-wūlā), o Yumada Ⅰ, es el quinto mes del calendario islámico, consta de 30 días.

## Etimología
En idioma árabe la palabra ŷamad significa "inanimado, árido" y al-awwal significa "la primera", por lo que Ŷumada al-Awwal significa "la primera sequía".

## Coincidencia con el calendario gregoriano
El calendario islámico es un calendario lunar, y los meses comienzan cuando se avista la primera luna creciente. Dado que el año del calendario lunar islámico es de 11 o 12 días más corto que el año solar, Ŷumada al-Awwal migra a lo largo de los años solares. Las fechas estimadas de inicio y finalización de Jumada al-Awwal son las siguientes (basadas en el calendario Umm al-Qura de Arabia Saudita):
| AH   | Primer día (CE/AD)      | Último día (CE/AD)      |
| ---- | ----------------------- | ----------------------- |
| 1439 | 18 de enero de 2018     | 16 de febrero de 2018   |
| 1440 | 07 de enero de 2019     | 05 de febrero de 2019   |
| 1441 | 27 de diciembre de 2019 | 25 de enero de 2020     |
| 1442 | 16 de diciembre de 2020 | 13 de enero de 2021     |
| 1443 | 05 de diciembre de 2021 | 03 de enero de 2022     |
| 1444 | 25 de noviembre de 2022 | 24 de diciembre de 2022 |

## Fechas señaladas
- 5 Yumada al-Awwal: nacimiento de Záinab bint Ali, nieta de Mahoma (6 AH, 626 d. C.).
- 8 Yumada al-Awwal: urs de Sayyid Amir al-Kulal (Amir Kulal) (770 AH, 1370 d. C.).
- 10 Yumada al-Awwal: muerte de Fatima bint Muhammad, hija de Mahoma (11 AH, 632 d. C.).
- 12 Yumada al-Awwal: firma del Tratado de Küçük Kaynarca, el Imperio otomano le dio al Imperio ruso jurisdicción sobre los cristianos en el imperio (1188 AH, 1774 d. C.).
- 13 Yumada al-Awwal: Fátima bint Muhámmad fue enterrada por su esposo Ali Ibn Abi Tálib (11 AH, 632 d. C.).
- 15 Yumada al-Awwal: nacimiento de Alí ibn Husáyn, cuarto Imam chiita (95 AH, 713 d. C.).
- 20 Yumada al-Awwal: conquista de Constantinopla por el sultán otomano Mehmed II (857 AH, 1453 d. C.).